# Cyrus Ier
Cyrus Ier ou Kuraš (règne : v. 610 – v. 580 av. J.-C.) est un membre de la dynastie des Achéménides, souverain d'Anshan.
Il est mentionné dans certaines généalogies royales, selon lesquelles il serait le petit-fils du fondateur mythique, Achéménès, et le fils de Teispès. Ainsi, Hérodote (VII, 1) fait dire à Xerxès : « Qu'on ne me regarde plus comme fils de Darius, qui comptait parmi ses ancêtres Hystaspes, Arsamès, Armnès, Teispès, Cyrus, Cambyse, Teispès et Achéménès, si je ne me venge pas des Athéniens. » Cependant, il ne figure pas sur l'inscription de Behistun, gravée sur l'ordre de Darius Ier.
C'est probablement lui qui est mentionné dans un sceau de style néo-élamite (PFS 93*) portant l'inscription : « Kuraš d'Anšan, fils de Teispès ». On l'identifie également au « Kuraš, roi de Parsumaš » d'une inscription de l'Assyrien Assurbanipal (669-630 av. J.-C.) : Kurash doit faire allégeance à ce dernier et envoyer son fils aîné en otage à Ninive. Kuraš serait Cyrus Ier et Parsumaš, la Perse. Cependant, cette interprétation est contestée.